# Anamastigona hauseri
Anamastigona hauseri är en mångfotingart som beskrevs av Pius Strasser 1974. Anamastigona hauseri ingår i släktet Anamastigona och familjen Anthroleucosomatidae. Inga underarter finns listade i Catalogue of Life.